# Stenjarîci, Volodîmîr-Volînskîi
Stenjarîci (în ucraineană Стенжаричі) este localitatea de reședință a comunei Stenjarîci din raionul Volodîmîr-Volînskîi, regiunea Volînia, Ucraina.

## Demografie
Componența lingvistică a localității Stenjarîci
     Ucraineană (99,39%)
     Alte limbi (0,61%)
Conform recensământului din 2001, majoritatea populației localității Stenjarîci era vorbitoare de ucraineană (99,39%), existând în minoritate și vorbitori de alte limbi.